# U.S. Men's Clay Court Championships 1999 - Qualificazioni singolare
Le qualificazioni del singolare  dell'U.S. Men's Clay Court Championships 1999 sono state un torneo di tennis preliminare per accedere alla fase finale della manifestazione. I vincitori dell'ultimo turno sono entrati di diritto nel tabellone principale. In caso di ritiro di uno o più giocatori aventi diritto a questi sono subentrati i lucky loser, ossia i giocatori che hanno perso nell'ultimo turno ma che avevano una classifica più alta rispetto agli altri partecipanti che avevano comunque perso nel turno finale.
Le qualificazioni del torneo U.S. Men's Clay Court Championships 1999 prevedevano 32 partecipanti di cui 4 sono entrati nel tabellone principale.

## Teste di serie
1. Marcelo Filippini (primo turno)
2. Xavier Malisse (primo turno)
3. Ville Liukko (secondo turno)
4. David Nainkin (primo turno)

1. Oscar Serrano-Gamez (primo turno)
2. Luis Morejon (primo turno)
3. David Caldwell (primo turno)
4. Ronald Agénor (primo turno)

## Qualificati
1. Maks Mirny
2. Rodolphe Cadart

1. Olivier Malcor
2. Gabriel Trifu

## Tabellone

### Legenda
| - Q = Qualificato - WC = Wild card - LL = Lucky loser | - ALT = Alternate - SE = Special Exempt - PR = Protected Ranking | - w/o = Walkover - r = Ritirato - d = Squalificato |

### Sezione 1
|  | Primo turno         | Primo turno         | Primo turno         | Primo turno | Primo turno |  |  | Secondo turno       | Secondo turno       | Secondo turno       | Secondo turno   | Secondo turno |   |   | Ultimo turno | Ultimo turno | Ultimo turno | Ultimo turno | Ultimo turno |  |
|  |                     |                     |                     |             |             |  |  |                     |                     |                     |                 |               |   |   |              |              |              |              |              |  |
|  |                     | Stefano Pescosolido | Stefano Pescosolido | 6           | 6           |  |  |                     |                     |                     |                 |               |   |   |              |              |              |              |              |  |
|  | 1                   | Marcelo Filippini   | Marcelo Filippini   | 3           | 4           |  |  | Stefano Pescosolido | Stefano Pescosolido | Stefano Pescosolido | 3               | 2             |   |   |              |              |              |              |              |  |
|  | Maks Mirny          | Maks Mirny          | 6                   | 7           | 7           |  |  | Maks Mirny          | Maks Mirny          | Maks Mirny          | 6               | 6             |   |   |              |              |              |              |              |  |
|  | Mashiska Washington | Mashiska Washington | 7                   | 6           | 6           |  |  |                     |                     |                     |                 |               |   |   | Maks Mirny   | Maks Mirny   | 6            | 2            | 6            |  |
|  | Michael Russell     | Michael Russell     | 6                   | 2           | 6           |  |  |                     |                     | Charles Auffray     | Charles Auffray | 3             | 6 | 4 |              |              |              |              |              |  |
|  | Ricardo Schlachter  | Ricardo Schlachter  | 1                   | 6           | 3           |  |  | Michael Russell     | Michael Russell     | Michael Russell     | 4               | 2             |   |   |              |              |              |              |              |  |
|  |                     | Charles Auffray     | 6                   | 2           | 6           |  |  | Charles Auffray     | Charles Auffray     | Charles Auffray     | 6               | 6             |   |   |              |              |              |              |              |  |
|  | 7                   | David Caldwell      | 2                   | 6           | 1           |  |  |                     |                     |                     |                 |               |   |   |              |              |              |              |              |  |

### Sezione 2
|  | Primo turno     | Primo turno       | Primo turno     | Primo turno | Primo turno |  |  | Secondo turno     | Secondo turno     | Secondo turno   | Secondo turno   | Secondo turno |   |   | Ultimo turno  | Ultimo turno  | Ultimo turno | Ultimo turno | Ultimo turno |  |
|  |                 |                   |                 |             |             |  |  |                   |                   |                 |                 |               |   |   |               |               |              |              |              |  |
|  |                 | Nenad Zimonjić    | Nenad Zimonjić  | 6           | 6           |  |  |                   |                   |                 |                 |               |   |   |               |               |              |              |              |  |
|  | 2               | Xavier Malisse    | Xavier Malisse  | 4           | 3           |  |  | Nenad Zimonjić    | Nenad Zimonjić    | Nenad Zimonjić  | 2               | 4             |   |   |               |               |              |              |              |  |
|  | Paulo Taicher   | Paulo Taicher     | Paulo Taicher   | 6           | 6           |  |  | Paulo Taicher     | Paulo Taicher     | Paulo Taicher   | 6               | 6             |   |   |               |               |              |              |              |  |
|  | Marcello Craca  | Marcello Craca    | Marcello Craca  | 3           | 4           |  |  |                   |                   |                 |                 |               |   |   | Paulo Taicher | Paulo Taicher | 6            | 3            | 1            |  |
|  | Rodolphe Cadart | Rodolphe Cadart   | Rodolphe Cadart | 6           | 7           |  |  |                   |                   | Rodolphe Cadart | Rodolphe Cadart | 4             | 6 | 6 |               |               |              |              |              |  |
|  | Andres Zingman  | Andres Zingman    | Andres Zingman  | 0           | 6           |  |  | Rodolphe Cadart   | Rodolphe Cadart   | 6               | 5               | 7             |   |   |               |               |              |              |              |  |
|  |                 | Christophe Rochus | 6               | 1           | 6           |  |  | Christophe Rochus | Christophe Rochus | 4               | 7               | 6             |   |   |               |               |              |              |              |  |
|  | 8               | Ronald Agénor     | 2               | 6           | 3           |  |  |                   |                   |                 |                 |               |   |   |               |               |              |              |              |  |

### Sezione 3
|  | Primo turno    | Primo turno     | Primo turno     | Primo turno | Primo turno |  |  | Secondo turno   | Secondo turno   | Secondo turno   | Secondo turno  | Secondo turno  |   |   | Ultimo turno  | Ultimo turno  | Ultimo turno  | Ultimo turno | Ultimo turno |  |
|  |                |                 |                 |             |             |  |  |                 |                 |                 |                |                |   |   |               |               |               |              |              |  |
|  | 3              | Ville Liukko    | Ville Liukko    | 6           | 6           |  |  |                 |                 |                 |                |                |   |   |               |               |               |              |              |  |
|  |                | Jaime Oncins    | Jaime Oncins    | 3           | 2           |  |  | 3               | Ville Liukko    | Ville Liukko    | 1              | 2              |   |   |               |               |               |              |              |  |
|  | Sandon Stolle  | Sandon Stolle   | 6               | 2           | 7           |  |  |                 | Sandon Stolle   | Sandon Stolle   | 6              | 6              |   |   |               |               |               |              |              |  |
|  | Bob Bryan      | Bob Bryan       | 2               | 6           | 6           |  |  |                 |                 |                 |                |                |   |   | Sandon Stolle | Sandon Stolle | Sandon Stolle | 2            | 1            |  |
|  | Olivier Malcor | Olivier Malcor  | Olivier Malcor  | 6           | 6           |  |  |                 |                 | Olivier Malcor  | Olivier Malcor | Olivier Malcor | 6 | 6 |               |               |               |              |              |  |
|  | Răzvan Sabău   | Răzvan Sabău    | Răzvan Sabău    | 4           | 1           |  |  | Olivier Malcor  | Olivier Malcor  | Olivier Malcor  | 7              | 6              |   |   |               |               |               |              |              |  |
|  |                | Karsten Braasch | Karsten Braasch | 7           | 6           |  |  | Karsten Braasch | Karsten Braasch | Karsten Braasch | 5              | 3              |   |   |               |               |               |              |              |  |
|  | 6              | Luis Morejon    | Luis Morejon    | 6           | 4           |  |  |                 |                 |                 |                |                |   |   |               |               |               |              |              |  |

### Sezione 4
|  | Primo turno   | Primo turno         | Primo turno   | Primo turno | Primo turno |  |  | Secondo turno | Secondo turno | Secondo turno | Secondo turno | Secondo turno |   |   | Ultimo turno  | Ultimo turno  | Ultimo turno  | Ultimo turno | Ultimo turno |  |
|  |               |                     |               |             |             |  |  |               |               |               |               |               |   |   |               |               |               |              |              |  |
|  |               | Gabriel Trifu       | Gabriel Trifu | 6           | 6           |  |  |               |               |               |               |               |   |   |               |               |               |              |              |  |
|  | 4             | David Nainkin       | David Nainkin | 0           | 4           |  |  | Gabriel Trifu | Gabriel Trifu | Gabriel Trifu | 6             | 6             |   |   |               |               |               |              |              |  |
|  | Attila Sávolt | Attila Sávolt       | Attila Sávolt | 6           | 6           |  |  | Attila Sávolt | Attila Sávolt | Attila Sávolt | 2             | 3             |   |   |               |               |               |              |              |  |
|  | Luis Horna    | Luis Horna          | Luis Horna    | 4           | 3           |  |  |               |               |               |               |               |   |   | Gabriel Trifu | Gabriel Trifu | Gabriel Trifu | 6            | 6            |  |
|  | Mike Bryan    | Mike Bryan          | Mike Bryan    | 6           | 6           |  |  |               |               | Dušan Vemić   | Dušan Vemić   | Dušan Vemić   | 2 | 4 |               |               |               |              |              |  |
|  | Hugo Armando  | Hugo Armando        | Hugo Armando  | 4           | 4           |  |  | Mike Bryan    | Mike Bryan    | Mike Bryan    | 3             | 6             |   |   |               |               |               |              |              |  |
|  |               | Dušan Vemić         | 7             | 3           | 6           |  |  | Dušan Vemić   | Dušan Vemić   | Dušan Vemić   | 6             | 7             |   |   |               |               |               |              |              |  |
|  | 5             | Oscar Serrano-Gamez | 6             | 6           | 4           |  |  |               |               |               |               |               |   |   |               |               |               |              |              |  |